# Juan Pablo Santiago
Juan Pablo Santiago Santiago (n. Zapotiltic, Jalisco, México, 25 de agosto de 1980) es un exfutbolista mexicano. Jugaba de defensa y su último equipo fue el Club Tijuana de la Primera División de México.

## Trayectoria
Debutó muy joven y se consolidó en varios equipos como titular.
Logró su primer campeonato con el Santos Laguna en el Torneo Clausura 2008.
Después logró su segundo campeonato con el Club Tijuana en el Torneo Apertura 2012.
El 9 de marzo del 2013 se anuncia su retiro como futbolista profesional a consecuencia de una lesión y también debido a que en el club le ofrecieron un puesto de directivo.
Sus compañeros le rinden homenaje con una manta al inicio del partido Tijuana-Querétaro.

### Futbolista
| Club          | País   | Período     |
| ------------- | ------ | ----------- |
| Atlas         | México | 1999 - 2003 |
| Veracruz      | México | 2003 - 2005 |
| Atlas         | México | 2005 - 2007 |
| Santos Laguna | México | 2007 - 2011 |
| Club Tijuana  | México | 2011 - 2013 |

### Directivo
| Club               | País   | Período     |
| ------------------ | ------ | ----------- |
| Dorados de Sinaloa | México | 2013 - 2018 |

### Torneos nacionales
| Título                     | Club          | Año           | Subcampeonatos                   |
| -------------------------- | ------------- | ------------- | -------------------------------- |
| Primera División de México | Santos Laguna | Clausura 2008 | Bicentenario 2010, Apertura 2010 |
| Primera División de México | Club Tijuana  | Apertura 2012 |                                  |

- Datos: Q6300711